# Стрибки у воду на Чемпіонаті світу з водних видів спорту 2022 — командні змагання
Командні змагання зі стрибків у воду на Чемпіонаті світу з водних видів спорту 2022 відбулися 29 червня 2022 року.

## Результати
Змагання розпочалися 29 червня о 14:30 за місцевим часом. 
| Місце | Країна          | Стрибуни                             | Очки   |
| ----- | --------------- | ------------------------------------ | ------ |
| 1     | Китай           | Цюань Хунчань Бай Юймін              | 391.40 |
| 2     | Франція         | Жад Жиллє Алексі Жандар              | 358.50 |
| 3     | Велика Британія | Андреа Спендоліні-Сіріє Джеймс Гітлі | 357.60 |
| 4     | Німеччина       | Елена Вассен Тімо Бартель            | 354.35 |
| 5     | Малайзія        | Цзи Лян Оой Панделела Рінонг         | 350.25 |
| 6     | Бразилія        | Рафаел Фугаса Інгрід де Олівейра     | 348.45 |
| 7     | Південна Корея  | Чо Ин-бі Yi Jaeg-yeong               | 332.85 |
| 8     | США             | Дерін Райт Максвелл Флорі            | 319.60 |
| 9     | Австралія       | Семюел Фрікер Чарлі Петров           | 318.45 |
| 10    | Мексика         | Вівіана Дель Анхель Кевін Муньйос    | 289.35 |
| 11    | Колумбія        | Леонардо Гарсія Вівіана Урібе        | 270.85 |
| 12    | Куба            | Аніслей Гарсія Луїс Каньябате        | 237.55 |
| 13    | Нова Зеландія   | Лаєм Стоун Мікалі Доусон             | 227.90 |